# توماس تشارلز
توماس تشارلز (بالإسبانية: Tomás Charles)‏ (12 يونيو 1985 في الأرجنتين - ) هو لاعب كرة قدم أرجنتيني في مركز الدفاع. لعب مع ألماجرو وانيستتوتو وإنديبندينتي ونادي راسينغ مونتيفيديو وNyíregyháza Spartacus FC ‏ وVenados F.C. ‏ وCafetaleros de Chiapas ‏ وديبورتيس إيكيكي وريبوسيروس دي لا بيداد ‏ ويونيون لا كاليرا.

## وصلات خارجية
- توماس تشارلز على موقع قاعدة بيانات كرة القدم.إي يو (الإنجليزية)
- توماس تشارلز على موقع Soccerway.com (الإنجليزية)